# Bandeira de Krasnodar
A Bandeira de Krasnodar é um dos símbolos oficiais do Krai de Krasnodar, uma subdivisão da Federação Russa. Foi aprovado em 23 de junho de 2004.

## Descrição
Seu desenho consiste em um retângulo com proporção largura-comprimento de 2:3 dividido em com três listras horizontais de larguras diferentes. A superior azul, a intermediária púrpura e a inferior verde. A largura das faixas superior e inferior é de 1/4 da largura, enquanto a faixa central é 1/2 da largura. No centro da bandeira está em ouro o brasão de armas do território.

## Simbologia

Bandeira da República Popular de Kuban. Usada na Região entre 1918-1920.

As cores da bandeira não possuem oficialmente nenhuma carga simbólica, com exceção de serem também parte da bandeira dos cossacos de Kuban.
Contudo, originalmente, as cores simbolizavam a unidade dos três principais grupos étnico-sociais da sociedade de Kuban:
- A maioria, formado pelos Cossacos, era representado pela cor púrpura;
- Os autóctone Circassianos (da Adiguésia), eram representados pelo verde;
- As demais minorias, ou seja, todos os outros não-Cossacos e não-Circassianos pela cor azul.